# Vatica soepadmoi
Vatica soepadmoi är en tvåhjärtbladig växtart som beskrevs av Peter Shaw Ashton. Vatica soepadmoi ingår i släktet Vatica och familjen Dipterocarpaceae. Inga underarter finns listade i Catalogue of Life.